# Expleo
Expleo ist ein Unternehmen, das im Bereich Ingenieurs- und Qualitätsdienstleistungen und Managementberatung agiert. Das Unternehmen ist in vielfältigen Branchen aktiv, wie z. B. Banken & Finanzdienstleister, Versicherungen, Automotive & Manufacturing, Handel & Logistik, Telekommunikation, Energie & Versorger sowie Öffentlicher Dienst. Zu den Kunden zählen unter anderem Airbus, Barclays, BP, Commerzbank, Credit Suisse, Daimler, Deutsche Bank, Deutsche Post AG, Volkswagen AG, Audi, Porsche, Eurobet, Eurogate, MessageLabs, Phoenics, T-Mobile, T-Systems und Zurich Group.

## Entwicklung
Gegründet wurde es im Jahre 2019, nachdem Assystem, unterstützt von ihrem Mehrheitseigentümer Ardian, die SQS Software Quality Systems komplett übernommen hat. Diese Übernahme wurde im Laufe des Jahres 2018 durchgeführt. Seit dem 6. Februar 2019 ist die ehemalige SQS AG offiziell Teil der Expleo Group. Ihr neuer Name lautet Expleo Technology Germany GmbH und Expleo Germany GmbH.

## Unternehmen
Folgende Unternehmen gehören zur Expleo Group, aber firmieren unter eigenen Namen: Aerotec, Athos Aéronautique, Double Consulting, Edison Technical Recruitment, Moorhouse Consulting, Silver Atena, Stirling Dynamics, Sud Aviation Services, Trissential, UMS Consulting und Vista Technologies.

## Standorte
Expleo ist in Deutschland mit zwanzig Standorten vertreten, in der Schweiz und in Österreich mit jeweils zwei Geschäftsstellen.
Weltweit unterhält Expleo Standorte in 28 Ländern.